# Wapen van Ede

Wapen van de gemeente Ede

Het wapen van Ede is het wapen van de Gelderse gemeente Ede.
Het wapen van Ede bestaat uit een blauw wapenschild met in goud de Nederlandse Maagd met een vrijheidshoed op een speer, steunend op een bijbel. Dit wapen is na de Franse Revolutie ontstaan. De afbeelding is ontleend aan de afbeelding die destijds op de Nederlandse "pieken" werd gebruikt. In plaats van de Bijbel zou als boek oorspronkelijk ook de Grondwet bedoeld kunnen zijn. Deze guldens waren voorzien van het randschrift Hanc tuemur, hac nitimur (Haar beschermen wij, op haar steunen wij). Deze spreuk is niet opgenomen in het wapen van Ede en nooit gelegaliseerd, maar werd in het verleden wel af en toe gebruikt. Op 20 juli 1816 werd bij besluit van de Hoge Raad van Adel de gemeente met het wapen bevestigd. De heraldische omschrijving luidt:
"Van lazuur, beladen met een vrijheidsbeeld rustende op een bijbel, alles van goud."

## Afbeeldingen

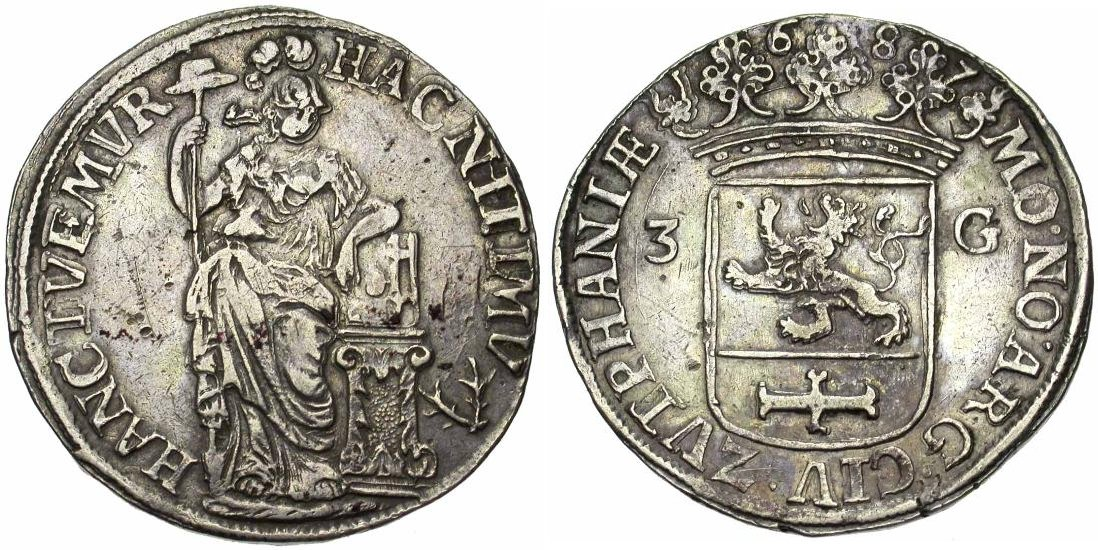
Een "piek" met vrijheidsmaagd
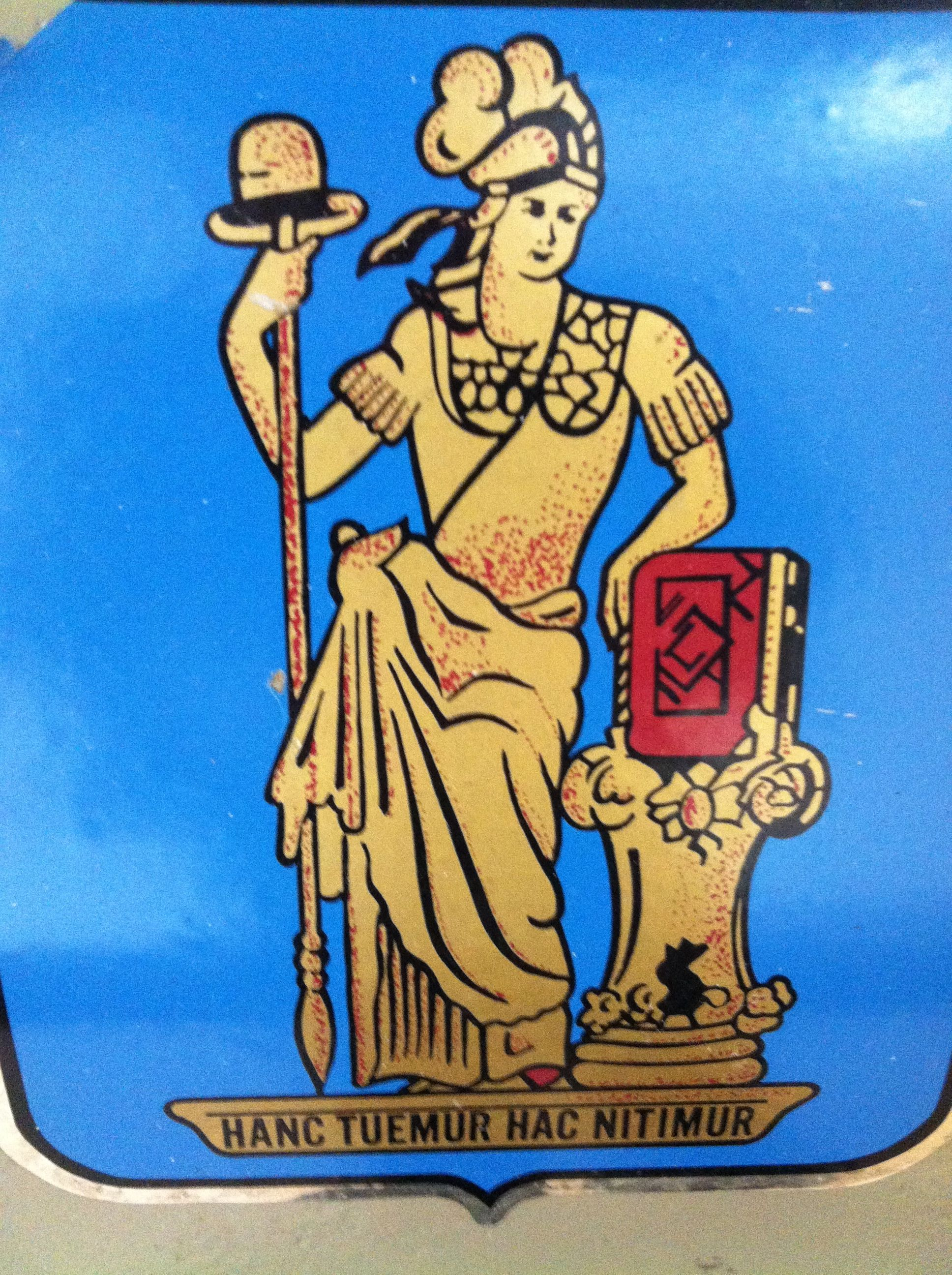
Gemeentewapen op een historisch voertuig van de gemeentelijke reinigingsdienst voorzien van spreuk en rood boek zonder kruis.
Aanduiding voor gemeentelijke monumenten met het logo van de promotievlag van de gemeente Ede. Hierin is de vrijheidsmaagd uit het gemeentewapen opgenomen